# Tomasz Horodyski
Tomasz Horodyski herbu Korczak (ur. w 1814 w Krogulcu zm. 19 stycznia 1885 w Wasylkowicach) – ziemianin, polityk konserwatywny, poseł do Sejmu Krajowego Galicji oraz austriackiej Rady Państwa

## Życiorys
W latach 1829-1835 uczył się gimnazjum jezuickim w Tarnopolu. Ziemianin, od 1855 r. właściciel odziedziczonych dóbr Krogulec koło Kopyczyni w Husiatyńskiem
Czynny politycznie od początku ery autonomicznej, z poglądów skrajny konserwatysta - należał do najtwardszych i najbardziej nieprzejednanych Podolaków. Poseł na galicyjski Sejm Krajowy I, II i III kadencji (1861–1876). Wybrany w I kurii obwodu Czortków, z okręgu wyborczego Zaleszczyki – Czortków. Wybrany na miejsce Leona Sapiehy, który, wybrany w innym okręgu, zrzekł się mandatu. 
Poseł do austriackiej Rady Państwa I kadencji (11 maja 1861 - 20 września 1865), II kadencji (20 maja 1867 - 15 września 1869 i 16 grudnia 1869 - 31 marca 1870), III kadencji (19 września 1870 - 10 sierpnia 1871), IV kadencji (28 grudnia 1871 - 21 kwietnia 1873) wybierany w kurii wielkiej własności przez Sejm Krajowy. Mandat na posła do Rady Państwa V kadencji (3 lutego 1874 - 22 maja 1879) i VI kadencji (7 października 1879 - 17 stycznia 1885) uzyskiwał wybierany w kurii wielkiej własności w okręgu wyborczym 19 (Zaleszczyki, Borszczów, Husiatyn, Czortków). W parlamencie austriackim podczas II kadencji dwukrotnie rezygnował z mandatu na znak uprzywilejowania Niemców i odrzucenia uchwały galicyjskiej, W II kadencji był także członkiem komisji do spraw ekonomicznych w sekcji rolnej i przemysłowej, był także w 1869 zastępcą członka delegacji do spraw wspólnych. W Kole Polskim należał do frakcji posłów konserwatywnych - podolaków. Bliski współpracownik Kazimierza Grocholskiego, był jego prawą ręką i ulubionym doradcą. 
Członek (1867-1885) i prezes (1867-1877) Rady Powiatowej w Husiatynie, wybieranym z grupy wielkiej własności ziemskiej. Był także członkiem powiatowej komisji szacunkowej.
Został pochowany w Krogulcu.

## Rodzina
Syn Antoniego Feliksa i Zofii z Czerwińskich. Od 1845 mąż Anny z Komarnickich (Pawlikowicz-Komarnicka) z którą miał córkę i syna Bronisława (1846-1896), który w latach 80. XIX w. był także posłem na Sejm Krajowy Galicji. W 1861 ożenił się z Anną z Kownackich. 